# On the Verge of Something Wonderful
"On The Verge of Something Wonderful" foi o primeiro single oficial do álbum This Delicate Thing We've Made do cantor australiano Darren Hayes, lançado em 2007.

## Lançamento
Embora tenha sido lançado de forma independente, o single atingiu o Top 20 na lista dos mais vendidos na Austrália e no Reino Unido, na sua semana de lançamento. Em parte, por conta das diversas versões lançadas em CD e por download digital.
O CD e o DVD single incluem uma versão ao vivo da canção "I Just Want You to Love Me", gravada na Opera House de Sydney durante a turnê A Big Night In With Darren Hayes.

## Videoclipe
O clipe da música foi filmado em Los Angeles, dirigido pelo The Saline Project, responsável por videoclipes de Eminem e Black Eyed Peas. O vídeo foi inspirado na década de 80, seguindo a ideia de viagem no tempo proposta pelo álbum do cantor. Já na primeira cena, de um relógio flutuando na tela, este conceito é revelado. 
Dos efeitos de computação gráfica a todos os elementos que aparecem no clipe, o ambiente tecnológico dos anos 80 está presente. No começo do vídeo, Darren está em um escritório digitando em uma máquina de escrever eletrônica, no momento em que o tempo-espaço da narrativa é transformado e o cantor é levado por um barco de volta à década passada. 
Em outra cena, duas crianças aparecem jogando um jogo de vídeogame da Atari, ao mesmo tempo em que o cantor passeia de bicicleta por uma cidade e um homem lê o jornal. Fazendo uma referência ao vídeo da banda New Order, "Bizarre Love Triangle" (1986), as pessoas são propulsadas para o alto, aparecendo em um céu esverdeado. 
Outro elemento pertinente no clipe é um pássaro em origami, que aparece na capa do single e do álbum e em todos os vídeos deste projeto, como elo do trabalho. O vídeo também conta com a participação da modelo americana Janice Dickinson.

## CD Single
- Reino Unido CD 1

1. "On the Verge of Something Wonderful"
2. "Fallen Angel"

- Reino Unido CD 2

1. "On the Verge of Something Wonderful"
2. "Step into the Light" (Hook N Sling mix)
3. "Step into the Light" (Shave and Sugar club mix)
4. "I Just Want You to Love Me" (live from the Sydney Opera House)

- Reino Unido DVD single

1. "On the Verge of Something Wonderful" (music video)
2. "I Just Want You to Love Me" (live from the Sydney Opera House) (video)

## Paradas musicais
| Parada semanal (2007)          | Posição |
| ------------------------------ | ------- |
| Reino Unido (UK Singles Chart) | 20      |
| Austrália (ARIA Charts)        | 29      |
| Austrália (Australasian Chart) | 9       |
| Taiwan (Top 10 Singles)        | 4       |